# Il mistero dell'arsenale
Il mistero dell'arsenale (The Arsenal Stadium Mystery) è un film britannico del 1939 diretto da Thorold Dickinson. Fu una delle prime pellicole con il calcio come elemento centrale della trama.

## Distribuzione
Il film venne distribuito in Italia dalla C.E.I.A.D. (Cinematografica Edizioni Internazionali Artistiche Distribuzione) con il titolo Il mistero dell'arsenale con il visto di censura n. 31341 rilasciato in data 9 agosto 1941.